# Antic escorxador municipal (Sant Feliu de Llobregat)
L'antic escorxador municipal és un edifici de Sant Feliu de Llobregat (Baix Llobregat) protegit com a bé cultural d'interès local.

## Descripció

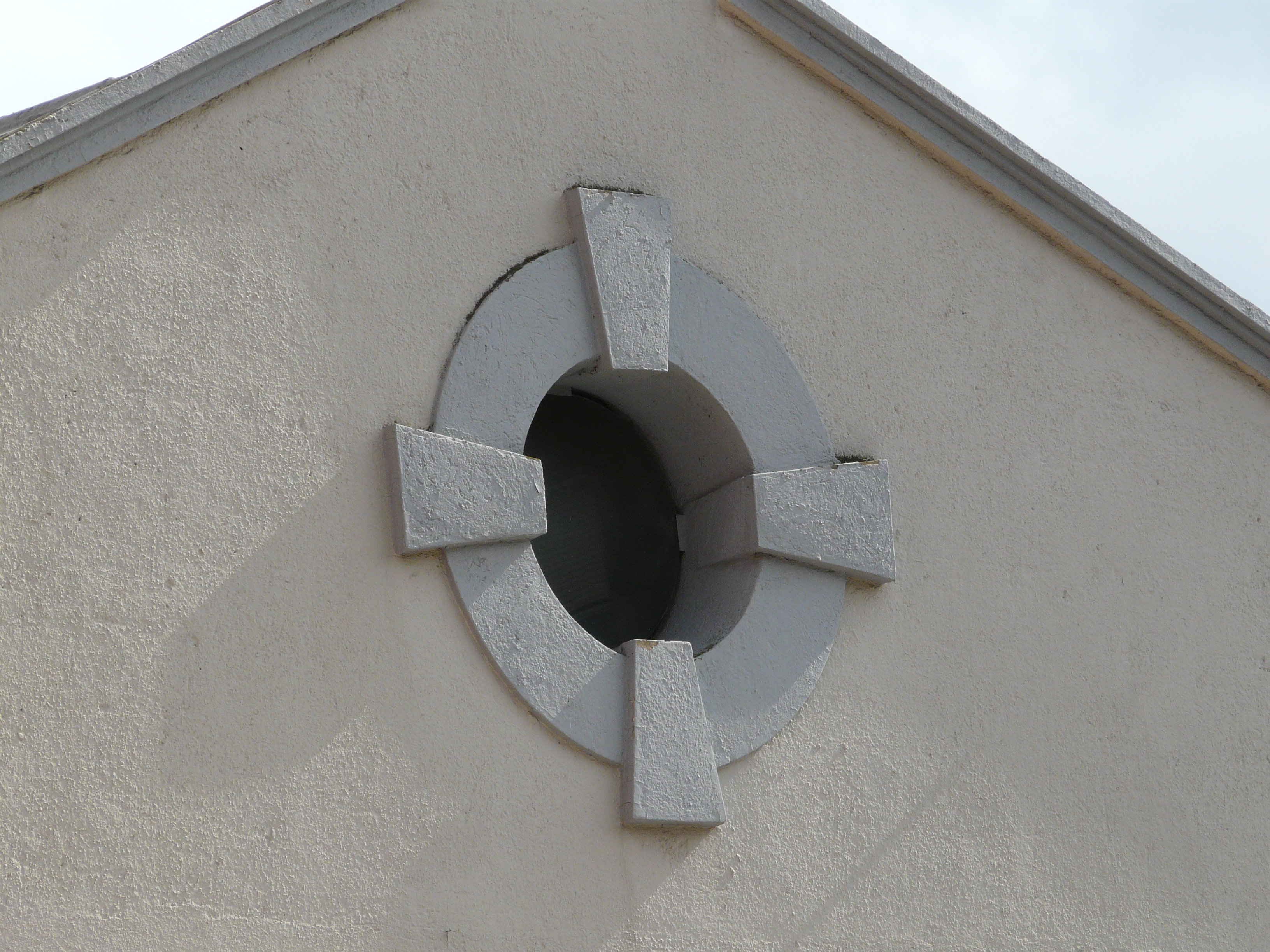
L'òcul o rosetó d'il·luminació central de la nau.

L'antic escorxador ha estat reconstruït mantenint l'estructura original (s'han conservat els carrils pels que es desplaçaven els animals) i s'ha adaptat com a sala polivalent i bar.
L'edifici té una estructura simple, de la que cal destacar les finestres d'arc rebaixat i el petit rosetó al centre per fer entrar la llum i a l'interior l'embigat de fusta vist. Una senzilla cornisa emmarca el perfil de la teulada i una de més simple divideix el frontal de la façana en dos. La teulada és d'fibrociment (uralita) i a dues vessants.
L'edifici dels vestidors és de nova construcció i consta de dues plantes que comprenen diferents serveis. El conjunt està ben harmonitzat.

## Història
El terreny de la construcció de l'Escorxador Municipal fou cedit pel Marquès de Castellbell.
On actualment hi ha la sala polivalent era el lloc on es feia la matança.
En un acord municipal es va decidir tancar-lo degut a la nul·la rendibilitat, a data de desembre de 1979. Després de les obres de remodelació de l'escorxador i de la construcció d'una piscina olímpica i una piscina infantil a l'aire lliure al mateix terreny, es va inaugurar el 10 de juliol de 1982. La remodelació va rebre el premi FAD el 1982.